# Should Sailors Marry?
Should Sailors Marry? este un film de comedie mut american din anul 1925 în care joacă actorul Oliver Hardy (Bran).

## Rezumat
Carton de introducere: « Would a wrestler take alimony from a woman ? He'd have ! » 
Milford, un luptător sinistru de bâlci, a reușit să obțină prin justiție o pensie alimentară de la fosta sa soție, Verbena. Aceasta din urmă neputând plăti, ei intenționează să-l jumulească pe viitorul pretendent la însurătoare pe care ea așteaptă cu nerăbdare să-l găsească prin intermediul unei agenții matrimoniale. Acesta este un fost marinar care a hotărât să nu mai meargă pe mare. Din păcate, Cyril d'Armond, odată căsătorit, se dovedește a fi la fel de sărac ca și ei!
Ei încheie o asigurare pe viață pentru noul soț și încearcă apoi să scape de el...

## Distribuție
- Clyde Cook - Cyril D'Armond
- Noah Young - fostul soț
- Fay Holderness - Verbena Singlefoot (noua soție)
- Martha Sleeper - Smyrna
- Oliver Hardy - doctorul
- William Gillespie - pasager din tren
- Helen Gilmore - pasager din tren